# Bufo scaber
Bufo scaber és una espècie d'amfibi que viu a l'Índia i a Sri Lanka.
Està amenaçada d'extinció per la pèrdua del seu hàbitat natural.